# Накабэппу, Аой
Аой Накабэппу (яп. 中別府 葵, Nakabeppu Aoi, род. 13 сентября 1990 года, Коси, префектура Кумамото, Япония) — японская фотомодель и актриса.

## Биография
В 2005 году Накабэппу выиграла 30-ю премию Horipro Tarento Scout Caravan Quasi Grand Prix и вскоре дебютировала в индустрии развлечений.
В 2006 году она была эксклюзивной моделью в модном журнале Mina.
В 2008 году Накабэппу была избрана в кампании «Toray Girl Swimsuit». В то время она входила в женскую волейбольную команду Toray, познакомилась и подружилась с Саори Кимурой.
24 марта 2009 года Накабэппу окончила среднюю школу Санрайз, одновременно с такими людьми, как Ки Китано и Нацуми Киёра.
У Накабэппу также были хорошие отношения с Мицуки Танимура.
1 апреля 2009 года она была зачислена на факультет социологии Университета Мэйдзи Гакуин.
В апреле 2013 года Накабэппу стала участницей второго выпускного класса «Tokyo Girls Run».

## Фильмография
| Год  | Название                                              | Роль              | Режиссёр       | Источники |
| ---- | ----------------------------------------------------- | ----------------- | -------------- | --------- |
| 2007 | 16 [jyu-roku]                                         |                   | Хироси Окухара | [ 4 ]     |
| 2008 | Bokura no Hōteishiki                                  |                   | Эйдзи Утида    | [ 5 ]     |
| 2008 | Yesterdays                                            | Аканэ Макимура    | Такаси Кубота  | [ 6 ]     |
| 2009 | Kanna’s Big Success!                                  | Нанако Сумидагава | Коити Иноуэ    | [ 7 ]     |
| 2012 | Hotaru the Movie: It’s Only a Little Light in My Life | Мана Сугисита     | Хироси Ёсино   | [ 8 ]     |
| 2013 | Fune o Amu                                            |                   | Юя Исии        | [ 9 ]     |
| 2014 | Live                                                  | Ангел Bow Gun     | Нобору Игути   | [ 10 ]    |
| 2017 | Utsukushii Hito Saba?                                 |                   | Исао Юкисада   | [ 11 ]    |